# Paratalanta ussurialis
Paratalanta ussurialis là một loài bướm đêm trong họ Crambidae.